# تيد سكوت
تيد سكوت هو قسيس كندي، ولد في 30 أبريل 1919 في إدمونتون في كندا، وتوفي في 21 يونيو 2004 بسبب حادث مرور.